# Brachycybe producta
Brachycybe producta är en mångfotingart som beskrevs av Loomis 1936. Brachycybe producta ingår i släktet Brachycybe och familjen Andrognathidae. Inga underarter finns listade i Catalogue of Life.